# Фомины (Архангельская область)
Фомины — деревня в Холмогорском районе Архангельской области.

## География
Находится в центральной части Архангельской области на расстоянии приблизительно 2 км на юг по прямой от села Емецк.

## История
В 1905 году отмечалась как деревня Холмогорского уезда Архангельской губернии). До 2015 года входила в Зачачьевское сельское поселение, с 2015 по 2022 в Емецкое сельское поселение до его упразднения.

## Население
Численность населения: 68 человек (1905 год), 13 (русские 100 %) в 2002 году, 18 в 2019.